# Женщины России (фракция)
Эта статья о фракции в государственной думе  I  созыва. О региональной партии 2010-х см. статью За женщин России.
Женщины России — фракция в Государственной думе России I созыва.
В 1993 году на основе женских организаций, существовавших в России, Екатериной Лаховой и Алевтиной Федуловой было создано политическое движение «Женщины России». Коалицию составили Союз женщин России (бывший Комитет советских женщин, лидер – А. Федулова), Ассоциация женщин-предпринимателей России (лидер - Т. Малютина), Союз женщин Военно-Морского Флота (лидер – М. Добровольская). 
На выборах в Госдуму Федерального собрания РФ I созыва в декабре 1993 года блок «Женщины России» (первые 3 кандидата – А. В. Федулова, Е. Ф. Лахова, Н. Г. Гундарева) получил 8,72 % голосов и создал одноимённую фракцию.
А. В. Федулова была избрана заместителем председателя Государственной Думы РФ, а Г. И. Климантова – председателем комитета по делам женщин, семьи и молодёжи.
Во время голосований в Госдуме участники фракции занимали центристскую позицию. Голосовали за увеличение социальных расходов, проводили умеренно пацифистскую позицию, были лояльны президенту и правительству.
Фракция была одним из инициаторов пакета постановлений об амнистии и в полном составе (22 присутствующих) проголосовала за него. Фракция подписала Договор об общественном согласии. За неподписание договора проголосовали 27 апреля Л. Бабух, В. Кожухова и Г. Паршенцева.
При рассмотрении бюджета 1994 года фракция практически в полном составе голосовала за, 5 депутатов (Л. Бабух, В. Кожухова, А. Власова, Ж. Лозинская, В. Мартынова) иногда воздерживались. Голосов против не было ни разу.
27 октября 1994 при голосовании вопроса о недоверии правительству фракция в большинстве своем воздержалась. За недоверие проголосовала Ж. Лозинская.
Поддерживался проект бюджета-1995 на всех этапах его рассмотрения.
25 января 1995 за предложение депутата А. Н. Гордеева (КПРФ) внести в повестку дня вопрос о соответствии занимаемой должности Верховного Главнокомандующего Б. Н. Ельцина и министра обороны П. С. Грачёва проголосовали 2 из 22 членов фракции; остальные в голосовании не участвовали.
21 июня 1995 при обсуждении вопроса о недоверии правительству Е. Лахова заявила, что поскольку сегодняшняя Конституция не позволяет Думе отправить в отставку персонально Н. Д. Егорова (глава Администрации Президента), В. Ф. Ерина (министр внутренних дел) и П. С. Грачёва (министр обороны), фракция будет голосовать за недоверие правительству. В действительности за недоверие Правительству проголосовали А. Власова и Ж. Лозинская, 13 депутатов воздержались. 1 июля Е. Лахова расценила отставки министров как шаг Президента навстречу Думе. За недоверие проголосовала только Ж. Лозинская, остальные 20 депутатов воздержались.
12 июля 1995 за создание специальной комиссии по выдвижению обвинения против Президента проголосовали А. Власова, Н. Гундарева и В. Мартынова, остальные 18 членов фракции в голосовании не участвовали.
18 октября 1995 фракция почти единогласно голосовала против принятия бюджета–1996 в первом чтении и за передачу его в согласительную комиссию. 15 ноября фракция голосовала за бюджет в первом чтении. 6 декабря 1995 фракция поддержала бюджет во втором и третьем чтениях.
В Парламентской Ассамблее Совета Европы фракцию представляла Н. Малахаткина.
Движение «Женщины России» участвовало в выборах в Госдуму II и III созывов, но не получило достаточно голосов для прохождения (4,61 % и 2,04 % соответственно).

## Состав фракции в Госдуме

### Руководство фракции
- Екатерина Лахова – председатель фракции
- Наталья Малахаткина – заместитель председателя фракции

### Члены
- Фануза Арсланова
- Лариса Бабух – 3 октября 1995 вышла из фракции
- Анна Власова – с 4 февраля 1994
- Ирина Выборнова
- Мария Гайдаш
- Наталья Гундарева
- Анатолий Гуськов — c января по 12 мая 1994 (исключён за систематическую неявку на заседания фракции)
- Марина Добровольская
- Антонина Жилина
- Людмила Завадская
- Галина Климантова
- Валентина Кожухова
- Екатерина Лахова
- Жанна Лозинская
- Наталья Малахаткина
- Валентина Мартынова
- Ирина Новицкая – 7 апреля 1995 перешла в группу "Россия"
- Светлана Орлова
- Галина Паршенцева
- Екатерина Попова – умерла 29 июля 1994, мандат остался вакантным
- Раиса Скрипицына
- Алевтина Федулова
- Елена Чепурных
- Галина Чубкова